# Pecínov (Struhařov)
Pecínov je osada se zaniklou tvrzí, část obce Struhařov v okrese Benešov. Nachází se asi 2,5 km na jihozápad od Struhařova na silnici č. 111. V roce 2009 zde byly evidovány tři adresy. Pecínov leží v katastrálním území Skalice u Benešova o výměře 3,79 km².
U silnice Líšno–Budkov se u dvora Pecínov se nacházejí dva památné duby letní.

## Název
Název obce je postupně zmiňován jako Peclinov, Peclínovec a Pecinov, pozěji se ustálila podoba Pecínov.

## Historie
První písemná zmínka o vesnici pochází z roku 1391. Dvůr s ovčínem a vsí patřil Zdislavu z Bedřichovic. V roce 1407 je zmíněn Sudek z Peclinova na dvoře a vsi Peclinově. K roku 1411 se poprvé připomíná tvrz.  Ta byla letech 1443–1445 ve vlastnictví  Ondřeje z Dubé z rodu pánů z Dubé (Benešoviců), Později byla tvrz se dvorem prodána a byla v držbě svobodnických rodů Macešků z Peclínova a Škvorů z Myslíče, po roce 1624 pak původní tvrz zanikla. Dvůr v období pobělohorských konfiskací připadl k panství Konopišťskému, poté k Tloskovskému a později k Líšnu. V 18. století byl dvůr barokně přestavěn, získal  obdélníkový půdorys se stájemi, jemuž od roku 1732 dominuje mohutný špejchar. Po první světové válce jej opět získali potomci rodu Škvorů. V roce 1942 v době Protektorátu Čechy a Morava byl však tehdejší majitel Pecínova Václav Škvor po atentátu na zastupujícího protektora Reinharda Heydricha zatčen, popraven a dvůr byl zkonfiskován. Statek byl pod německou správu až do roku 1945, kdy na něj byla uvalena národní správa a dvůr začleněn do Státního statku Benešov až do pádu komunistického režimu, kdy jej zrestituovali potomci původního majitele.
Na tvrzi Pecínov v 16. století krátce sídlila sekta Pikardů (snad Valdenských).  Podle Zikmunda Wintera šlo o tzv. Mikulášence (taktéž Pecínovští či Plačtiví bratří). Pecínovští bratři byli jednou z odnoží českých bratrů, hlásících se k učení kazatele Mikuláše Vlásenického.
Nade dvorem Peclinovem (vl. Pecínovem) v osadě Benešovské stála tvrz, jejíž zbytky v druhé polovici 19. s[toletí], rozebrány. Rum se vozil na popluží a z kamení vystavěn domek v Budkově. Při tom vykopány nůžky, kladivo, kleště, drátěná košile z kroužkův hustě spletených, kusá přilbice a kachel. Peclinov patřil roku 1391 k Bedřichovicům n. Zdislavovým a prodán tehdá Martinovi Skřečkovi z Pětichvost a Kolmanovi faráři v Rovném. Po smrti Kolmanově byly pře o odúmrť. Petr ze Smilkova zapsal r. 1407 dluh 20 kop Sudce z Peclinova a to na dvoře a vsi Peclinově. Tato byla dcera n. Fryduše, jenž zůstavil syny Ctibora Špalka, Fryduše a dcery Anku a Sudku. Fryduš kněz řádu bratří menších obral sestry své na tvrzi a vypudil je. Když pak zemřel, Ctibor (asi r. 1411) tvrz velkým nákladem pro sebe, matku a sestry získal. R. 1437 provolána odúmrť po dotčeném Petrovi. Vesel ze Lhoty odpíraje hájil své právo na polovici tvrze postoupením od Sudky, na druhou polovici táhl se Petr z Peclinova. Ona dostala se Janovi Skaředkovi z Ostrova, tato pak Benešovi Libuňovi z Dubé. Týž Beneš prodal r. 1440 dvůr v Sedlečku Ctiborovi Maceškovi z Peclinova.

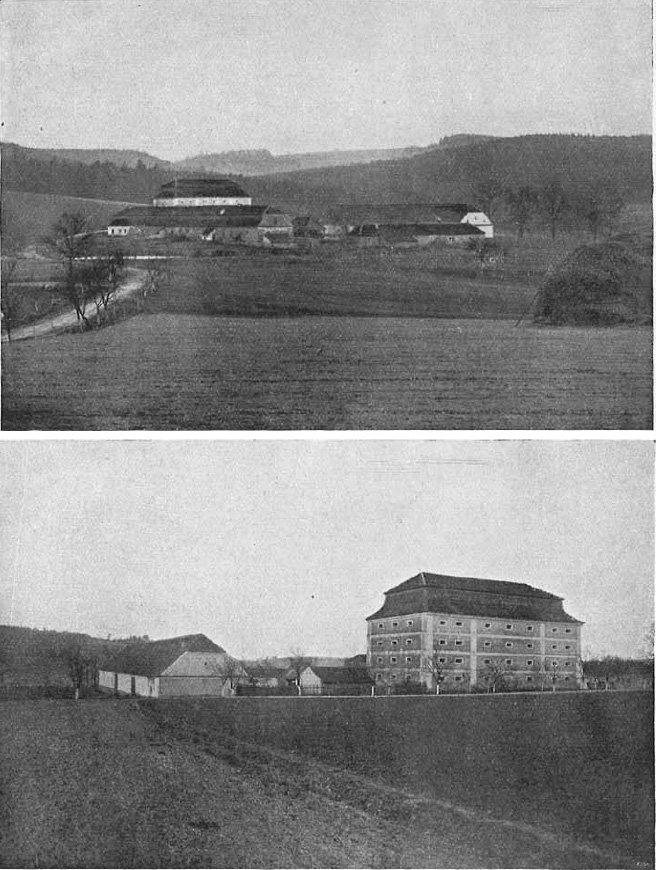
Pecínov, špýchar a celkový pohled od Budkova, před r. 1911

V Peclinově sedél v letech 1443–1445 Ondřej z Dubé, panského stavu; kromě toho připomínají se jako bojovníci na straně Poděbradské 1448–1456 Jaroš a (r. 1468) Hrnek z Peclinova. Statek Ondřejův snad vyženil Milota z Chřenovic, neb týž věnoval Dorotě z Dubé, manželce své na Peclinově a později ji převedl i s věnem na Kamberk. Milota prodal totiž tvrz, dvůr a ves Peclinov Martě z Leskovce, a tato (1489) Janovi Škvorovi z Myslice. Roku 1564 v pátek den památky Jana Husa v učinili smlouvu o dědictví ve vsi Pecinově, slově Škvorovské, Jan, Vavřinec, Tomáš, Jakub a Bohuslav bratří po předcích sobě zůstavené. Připomíná se z nich k roku 1587 Tomáš Škvor, dědiník ze vsi Pecinova, a Jakub Škvor ze vsi Pecinova.[1] Za potomkův tohoto, kteří tu hospodařili jako svobodníci, snad tvrz zpustla. Po bělohorské bitvě (1620) stala se i v Pecinově velká změna, bratrské schůze přestaly, (...) role porostla lesy, celý statek dostal se k panství Leštenskému. Při dělení toho panství roku 1664 na dva díly připadl „dvůr Pecinov 11 s jinými dědinami baronu Josefovi Priamovi z Rovoratu, po jeho smrti k panství Konopišťskému a okolo roku 1710 k panství Tloskovskému. V pozdějších zápisech, se připomíná toliko dvůr, který zakoupen pro pana z Rožemberka a později patřil k Léštnu.
August Sedláček, Hrady, zámky a tvrze Království českého [díl č. 15, str. 128]
Původní tvrz stávala nad vyschlým rybníkem nalevo od směru příjezdu od Struhařova, dnes po ní není památky. Hospodářský dvůr s hřebčínem zůstal zachován, v 18. století byl barokně přestavěn a zásoboval rakouskou armádu koňmi. Po únorovém převratu na statku hospodařilo JZD Struhařov. Po revoluci se dvůr vrátil potomkům původních majitelů, později byl prodán, po roce 1999 byl zrekonstruován a ruiny původního ovčína nahrazeny historizující chalupou sloužící jako palírna. Byl zde založen jezdecký klub a pořádány soutěže Zlatá podkova. V roce 2007 dvůr upadl do konkurzu. Dnes objekt slouží jako hotelový rekreační komplex spojený s chovem fríských koní.

## Chov koní
Dvůr za vlády Marie Terezie sloužil jako armádní hřebčín a zásoboval koňmi rakouskou armádu. V současnosti je hřebčín zaměřen na chov fríských koní, plemeno všestranných tažných koní, které se uplatňuje v ceremoniální službě, ale i pro rekreační ježdění a ve sportu.

## Galerie

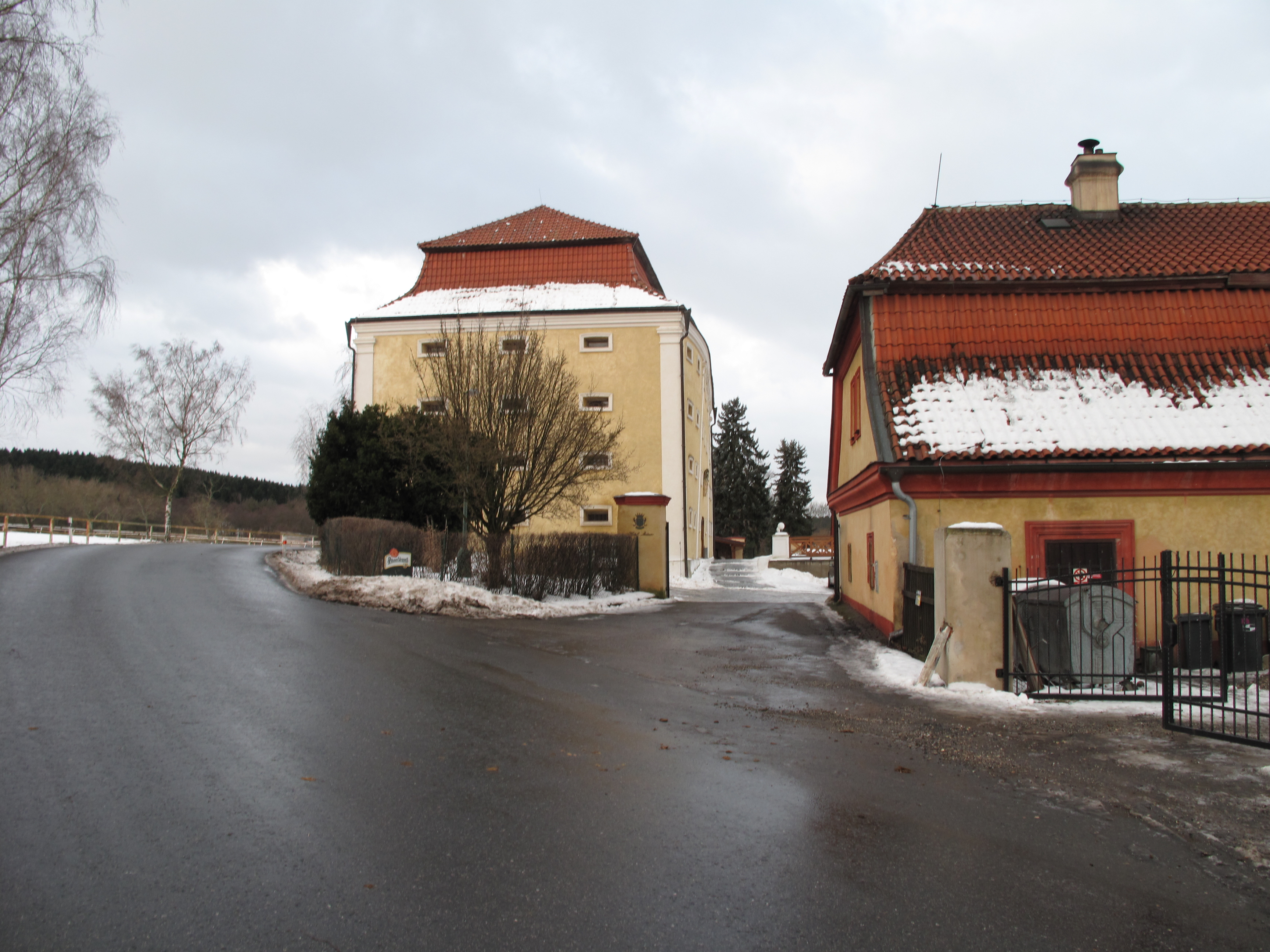
Stav sýpky v roce 2017
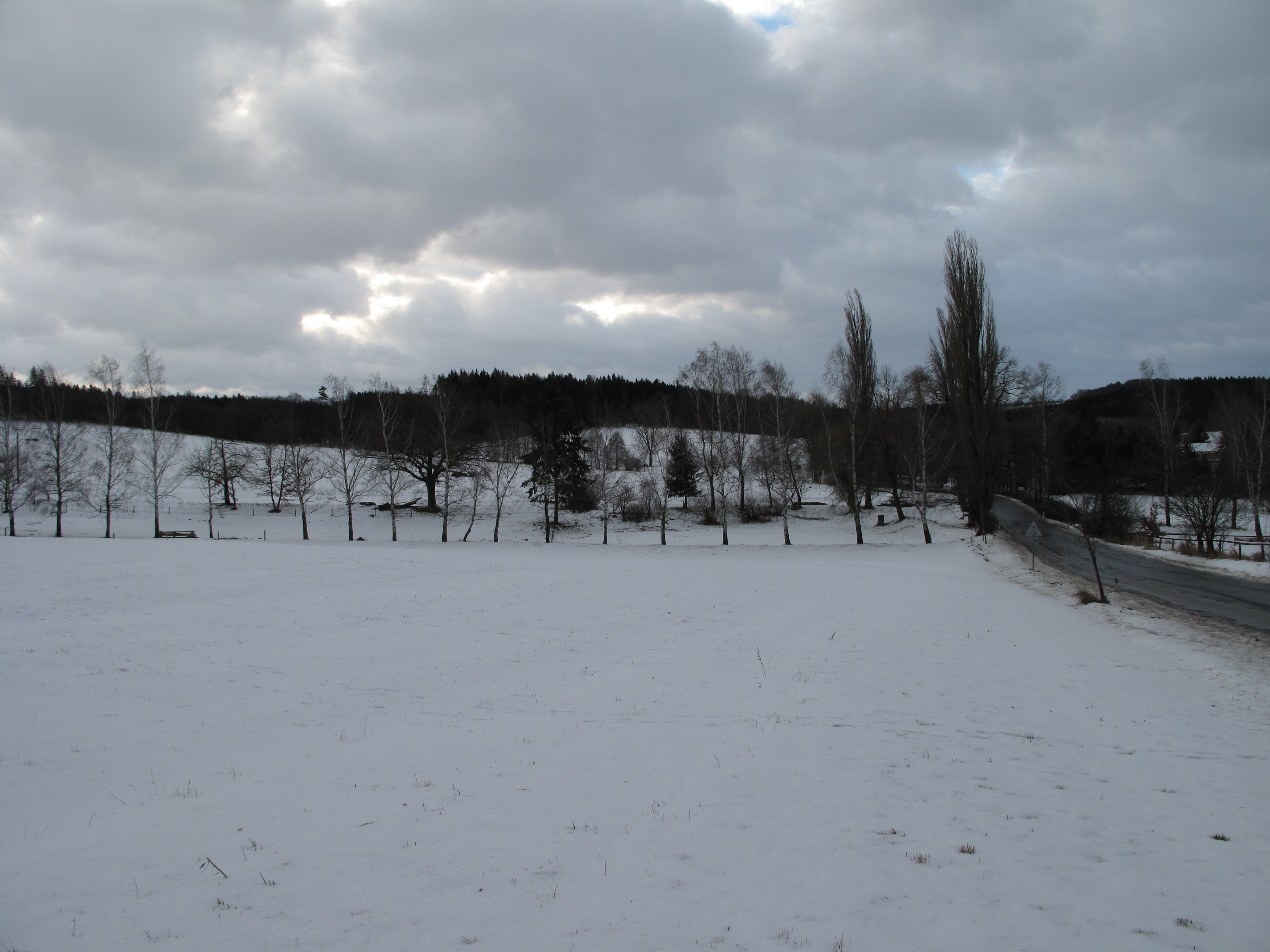
Pastviny v okolí
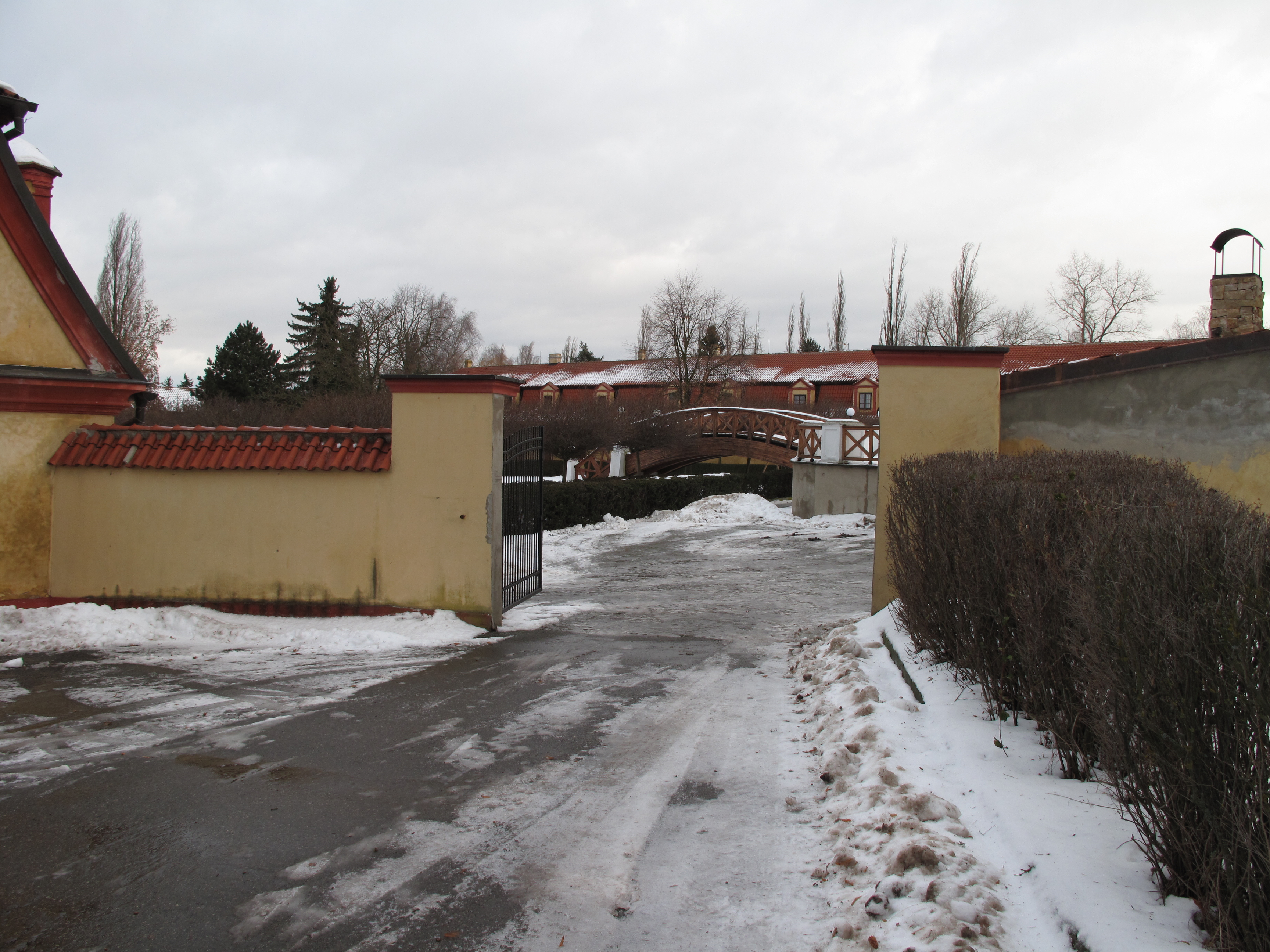
Vjezd do dvora